# Atacamatitan
Atacamatitan là một chi khủng long, được Kellner Rubilar-Rogers Vargas & Suárez mô tả khoa học năm 2011.